# GN-006 智天使GUNDAM
GN-006 智天使鋼彈（英語：GN-006 Cherudim Gundam），為日本科幻動畫作品《機動戰士GUNDAM 00》中登場的機動戰士（Mobile Suit），由洛克昂·史特拉托斯（萊爾·狄蘭迪）所駕駛。

## 介紹
天上人的第四世代GUNDAM之一，於2312年首次登場。
本機為GN-002 力天使GUNDAM的後繼機，同為擅長狙擊的機體，但基本性能較前一代更為提高，與前一代最大的不同點在於格鬥戰以及防禦用武裝。
格鬥戰方面，經由分析力天使的實戰數據，GN粒子束軍刀被廢除，取而代之的是在接近戰用的GN粒子束手槍Ⅱ（GN Beam Pistol Ⅱ）追加能夠抵擋敵機GN粒子束軍刀的機能。防禦用武裝則是掛接在全身的GN浮游盾(GN Shield Bit)，提供了比力天使的GN全覆護盾(GN Full Shield)更全方位的防禦力。
名稱源自於九大天使階級之一的「智天使」（希臘語：Cherubim）。

## 戰鬥史

### 第二季

#### 第3話
首次出擊，但因洛克昂（萊爾）操作技術未精而僅作支援之用。

#### 第13話
首次使用GN浮游盾及開啟「HoloScreen」系統，成功對A-Laws宇宙武器「死兆砲」之核心共震部分給予致命一擊。

#### 第20話
與變革者機體「GNZ-007 加迪斯」交戰，於使用Trans-AM系統後一度佔優，但因敵機駕駛員艾紐被控制思想，導致形勢被扭轉，GN盾牌單元、左臂、右下手掌及左腳被削去。敵機作致命一擊前，被Trans-AM Raiser救下。

#### 第23及24話
在變革者宇宙母艦「天上人」內部，與GNW-20000 權天使GUNDAM交戰。一開始在左下手掌、右腳被砍斷，並處於劣勢；其後，因零距離射擊打斷權天使鋼彈使用主武裝的右臂與主監視器後，佔據上風，成功把敵機摧毀。

#### 第25話
與變革者機體「加迪薩」交戰，以一秒間的Trans-AM避開敵機致命一擊後，以GN手槍對駕駛艙作零距離射擊。

### 番外篇
在00I 2314已成為天使所用的3台GUNDAM之一（在宇宙所使用），由尼奧·吉克（前人革聯軍超兵李奧納多·范恩斯）駕駛。在第一話用作守衛天使的基地用，並擊毁幾部地球聯邦的鐵人太空型。

## 裝備

### 武裝

#### GN狙擊步槍Ⅱ
遠距離狙擊用步槍，是力天使GUNDAM的步槍發展型。
GN狙擊步槍Ⅱ的水晶傳感器由天上人獨自開發，也採用在00 GUNDAM的GN劍Ⅱ上。
槍身可以摺疊，變更為「三連火神砲模式」（Tri-Vulcan Mode），適合用在中距離和近距離戰鬥。

#### GN粒子束手槍Ⅱ
GN粒子束手槍Ⅱ掛接在背部以及腰後，共有四把；威力較弱，但便於揮動，也能夠連射。
槍管下半部分加上了抗粒子束塗層，可以抵擋敵機的粒子束軍刀，是沒有配備GN粒子束軍刀的智天使GUNDAM唯一的格鬥戰武器。

#### GN浮游盾
基路迪高達最獨特之武裝為掛置在全身的GN浮游盾，提供了比力天使GUNDAM的GN全覆護盾更全方位的防禦力。
GN浮游盾的控制由哈囉負責，使洛克昂可以集中精力在射擊上；共有八個，可從本體分離、連結與單獨遙控（類似座天使GUNDAM二型的GN獠牙）。
除可作為實體盾牌防禦，也可利用內藏之GN光束槍（GN Beam Gun）進行射擊，4個GN浮游盾結合即成為攻擊模式（Assault Mode），但因沒有尖銳的外型，而不能如GN獠牙般進行實體攻擊。

#### GN飛彈
8發GN飛彈藏於4個裙甲中。
含有帶電GN粒子，可作為被敵機接近時，拉開與敵機距離用。

#### GN步槍單元
在GN-006GNHW/R 智天使GUNDAM GNHW/R所呈現的新設計武裝，共六個。
GN步槍單元擁有和GN狙擊步槍Ⅱ同等的精密射击能力和攻擊力，还可以進行遠距離操作，一次應對多個對手；同樣也配置了水晶傳感器，不但使索敵能力得到了飛躍性的提升，而且也有了收集敵方情報的能力。

### 特殊裝置

#### Trans-AM系統
新生天上人的第四代GUNDAM共通的設計，各機均以使用Trans-AM系統為前提而進行設計。
同時，與舊世代機體使用Trans-AM系統時主要是提升機動性相比，現在則可以依不同機體特性而強化不同能力。本機在使用Trans-AM系統進行狙擊時會開啟「Holo Screen」，藉此能夠進行高精密射擊。

#### HoloScreen
在開啟Trans-AM系統下的射擊時會在GUNDAM頭部面前展開的懸浮螢幕。
此時，射擊所需要的各種資料將進行高速計算處理及高概率的現象預測，傳送給Gundam Meister，藉此能夠進行高精密狙擊。

#### GN-Drive
相較於第三世代GUNDAM的GN-Drive皆裝在胸部，本機則是改為裝置於腰後面。
將GN浮游盾卸除後，就能發現其GN-Drive幾乎是獨立在機體外的。這是考慮到GN-Drive內的「拓撲缺陷」（英語：Topological Defect）對空間會造成微弱影響，同時也為了更有效率的傳送GN粒子至GN浮游盾；可是相對的，如果在戰鬥中損失GN浮游盾，就很可能導致GN-Drive缺乏保護而外露。

## 變化型

### GN-006GNHW/R 智天使鋼彈 GNHW/R
追加右肩2枚及腰後4枚的大型GN步槍單元，擁有長距離狙擊目標的能力，也可單獨遙控攻擊。
配備此武裝後，原本位於腰後之5枚GN浮游盾會改為裝置於左肩。
型號中的「GNHW」是「GN Heavy Weapon」（GN重型武裝）的意思，「R」是GN步槍單元。
- 武裝：
  - GN狙擊步槍Ⅱ（GN Sniper Rifle II）
  - GN光束手槍Ⅱ（GN Beam Pistol II）×4
  - GN浮游盾（GN Shield Bit）×9
  - GN飛彈（GN Missile）×8
  - GN步槍單元（GN Rifle Bit）×6

- 特殊裝置：
  - Trans-AM系統（Trans-AM System）

### GN-006/SA 智天使鋼彈七槍型
官方外傳《機動戰士GUNDAM 00V》及《機動戰士GUNDAM 00I 2314》中登場，搭載「七槍」裝備的智天使鋼彈。
本武裝使用於突入基地設施內的任務，因此將所有槍皆變更為短槍身，全身裝備著七支槍。槍的數目是負責設計的伊恩·瓦斯提刻意與能天使GUNDAM的「七劍」相同而設的，本機實際的開發代號也被稱為「七槍」（英語：Seven Gun）。
為了應付中距離及近距離戰鬥，頭部搭載了專用的（狙擊時會滑向斜前方）水晶傳感鏡頭，左胸亦有小型的傳感鏡頭，此外使用GN小型盾牌替代了不適合在狹窄空間使用的GN浮游盾。
型號中的「SAGA」全名為「特殊突擊用鋼彈武裝」（英語：Special Assault Gundam Arms）。
- 高度：18.0公尺
- 重量：62.7公噸（七槍型裝備重量3.8公噸）
- 武裝：
  - GN突擊卡賓槍（GN Assault Carbine）
  - GN衝鋒槍（GN Submachine Gun）×2
  - GN光束手槍（GN Beam Pistol）×2
  - GN光束手槍Ⅱ（GN Beam PistolⅡ）×2
  - GN飛彈（GN Missile）×8
  - GN小型盾牌（GN Small Shield）
  - GN導彈倉（GN Missle Pod）×4
  - GN導彈集裝箱（GN Missle Container）

- 特殊裝置：
  - Trans-AM系統（Trans-AM System）